# Gymnoschoenus
Genre
Classification phylogénétique
Gymnoschoenus est un genre de plantes à fleurs de la famille des Cyperaceae originaires d'Australie.

## Espèces
- Gymnoschoenus anceps - (R.Br.) C.B.Clarke (Australie-Occidentale)
- Gymnoschoenus sphaerocephalus - (R.Br.) Hook.f. (Nouvelle-Galles du Sud à Tasmanie)

## Référence
- http://apps.kew.org/wcsp/qsearch.do;jsessionid=6111E455430737BCC0792881167BBE6A